# 19 tháng 8
Ngày 19 tháng 8 là ngày thứ 231 (232 trong năm nhuận) trong lịch Gregorius. Còn 134 ngày trong năm.

## Sự kiện
- 1856 – Chính phủ Hoa Kỳ cấp bằng phát minh cho Gail Borden khi ông thành công trong việc chế biến sữa đặc
- 1864 – Lãnh binh Huỳnh Công Tấn phản bội dẫn đường cho quân Pháp bất ngờ bao vây đánh úp bản doanh của nghĩa quân Trương Định.
- 1945
  - Cách mạng tháng Tám thành công, khai sinh ra nước Việt Nam Dân chủ Cộng hòa.
  - Chính quyền lâm thời của Việt Minh thành lập một lực lượng vũ trang có nhiệm vụ bảo vệ an ninh trật tự. Tuy nhiên, lực lượng này mang nhiều tên gọi khác nhau, như Sở Liêm phóng (ở Bắc Bộ), Sở trinh sát (ở Trung Bộ), Quốc gia Tự vệ Cuộc (ở Nam Bộ). 3 lực lượng này là tiền thân của Công an nhân dân Việt Nam.
- 1948 – Hội đồng Quốc phòng Tối cao đầu tiên của nước Việt Nam Dân chủ Cộng hòa được thành lập.
- 1954 – Ngày hạn cuối cùng di cư vào Nam
- 1966 – Trận Long Tân kết thúc
- 2004 – Ngày thành lập Đài Truyền hình Kỹ thuật số VTC
- 2005 – Ngày hội toàn dân bảo vệ an ninh Tổ quốc
- 2010 – Ngô Bảo Châu nhận giải Fields

## Sinh
- 1883 – Coco Chanel, nhà tạo mẫu người Pháp (m. 1971)
- 1917 – Trần Văn Đôn, tướng lĩnh Quân đội Việt Nam Cộng hòa (mất 1998)
- 1923 – Trần Văn Minh, Trung tướng Quân lực Việt Nam Cộng hòa (mất 2009)
- 1935 – Phạm Văn Trà, Đại tướng Quân đội, Bộ trưởng Bộ Quốc phòng Việt Nam.
- 1946 – Bill Clinton, tổng thống thứ 42 của Hoa Kỳ
- 1948 – Thi Văn Tám, chính khách và tướng lĩnh Công an Nhân dân Việt Nam; Thứ trưởng Bộ Công an (m. 2008)
- 1951 – John Deacon, tay bass của ban nhạc Queen, Anh Quốc
- 1853 – Aleksei Brusilov, tướng Nga trong Chiến tranh thế giới thứ nhất
- 1996
  - Almoez Ali, cầu thủ bóng đá người Qatar-Sudan
  - Yerin, nữ ca sĩ người Hàn Quốc,thành viên nhóm nhạc nữ GFriend
- 1998
  - Umji, nữ ca sĩ người Hàn Quốc,thành viên nhóm nhạc nữ GFriend
  - Sou, nam ca sĩ người Nhật Bản

## Mất
- 1720 – Trương Thị Thư, tôn hiệu Hiếu Ninh Hoàng hậu, cung tần của chúa Nguyễn Phúc Chú, mẹ của chúa Nguyễn Phúc Khoát (s. 1699).
- 1902 – Nguyễn Phúc Miên Bàng, tước phong An Xuyên vương, hoàng tử con vua Minh Mạng (s. 1838)
- 2013 – Hoàng Cầm, Thượng tướng Quân đội nhân dân Việt Nam. (m. 30/4/1920)

## Những ngày lễ và kỷ niệm
- Cách mạng tháng Tám thành công
- Ngày truyền thống của Công an Nhân dân Việt Nam
- Ngày thành lập Đài Truyền hình Kỹ thuật số VTC